# Donghua, Guangdong
Donghua (kinesiska: 东华) är en köping i sydöstra Kina. Den ligger i Yingde i staden Qingyuan i provinsen Guangdong, omkring 130 kilometer norr om provinshuvudstaden Guangzhou. Antalet invånare är 90 687. Befolkningen består av 44 415 kvinnor och 46 272 män. Barn under 15 år utgör 19,0 %, vuxna 15-64 år 70 %, och äldre över 65 år 9,0 %.